# Vinstra
Vinstra este o localitate din comuna Nord-Fron, provincia Oppland, Norvegia, cu o suprafață de 2,78 km² și o populație de 2.541 locuitori (2013).